# Víctor Correa Vélez
Víctor Javier Correa Vélez (Medellín, 14 de marzo de 1986) es Médico de la Universidad de Antioquia y político. Fue vocero nacional del Movimiento Dignidad Cafetera e integrante de la Mesa Nacional de Dignidad Agropecuaria. También fue miembro de la Mesa Nacional por el Derecho a la Salud y de la Mesa Amplia Nacional Estudiantil. 
Fue llamado a ocupar el escaño en la Cámara de Representantes del fallecido dramaturgo Rodrigo Saldarriaga Sanín, quien fue elegido popularmente en los comicios legislativos de Colombia en 2014.
En el año 2011 como estudiante participó activamente del proceso de resistencia contra la propuesta de reforma a la ley 30, conformando espacios regionales de articulación y construcción programática, sin abandonar el trabajo en el sector salud. Es miembro del Polo Democrático Alternativo. 

## Biografía
Víctor Javier Correa Vélez es hijo de Luz Marina Vélez, caficultura y líder social del Suroeste del departamento de Antioquia, y de Fernando Antonio Correa Garcés, campesino, ahora radicado en el Bajo Cauca antioqueño. Correa Vélez es el tercero de seis hermanos, vivió buena parte de su niñez en el municipio de Concordia, allí estudió hasta el grado octavo, en la escuela pública Antonio José Restrepo y el Liceo de Jesús; mientras estuvo en dicho municipio antioqueño fue voluntario del cuerpo de bomberos y trompetista en la banda juvenil.
En el año 1999 regresó a la ciudad de Medellín a culminar sus estudios de secundaria en el Colegio Fontán. En el año 2005 inició un voluntariado en la defensa civil colombiana, siendo parte de la institución por más de cinco años, donde desarrolló su actividad enfocada al rescate de selva tropical húmeda. En la actualidad, cursa sus estudios de medicina en la Universidad de Antioquia.

## Historia política en el movimiento social[1]
Su trabajo político tiene su germen en el movimiento estudiantil al interior de la Facultad de Medicina de la Universidad de Antioquia, donde formó parte del comité de vocerías estudiantiles, organizando movilizaciones por la búsqueda de presupuesto para la universidad pública colombiana. La motivación generada por los problemas de la salud en Colombia lo llevó a vincularse con la organización de las movilizaciones en contra de los decretos de emergencia social en salud, continuando activo en espacios sociales de discusión frente a propuestas alternativas a la ley 100.
En el año 2011 como estudiante participó activamente del proceso de resistencia contra la propuesta de reforma a la ley 30, conformando espacios regionales de articulación y construcción programática, sin abandonar el trabajo en el sector salud. Como caficultor ha participado en el cargo de vocero nacional y negociador por el departamento de Antioquia en los recientes paros agropecuarios, actualmente aun desempeño esta función, a la par que, entendiendo la transversalidad de la política, también motivo la movilización en el marco de la explosión social de rechazo frente a este modelo de salud y su propuesta de reforma.

## Visión política[2]
Pacifista y humanista de la línea de Héctor Abad Gómez. Su visión política  se compone de una apuesta por la igualdad material, economía para la vida digna y la democracia no tutelada, parte  por reconocer que la diversidad es el mayor tesoro de la humanidad, que debe ser conservada en el marco del entendimiento, la complementariedad y la cooperación con condiciones de vida justas y dignas, donde las personas puedan gozar de sus derechos y desarrollar su potencial como seres humanos. Derechos como la salud, educación, vivienda, arte, desarrollo intelectual, alimentación, recreación, relacionamiento social, en el marco de la justicia social.
| Predecesor: - | Miembro de la Cámara de Representantes de Colombia 20 de Julio de 2014 - 20 de Julio de 2018 | Sucesor: - |